# Grothendieck-Spektralsequenz
In der Mathematik, in der homologischen Algebra, ist die Grothendieck-Spektralsequenz eine Spektralsequenz zur Berechnung des abgeleiteten Funktors der Komposition zweier Funktoren {\displaystyle G\circ F} mithilfe der abgeleiteten Funktoren von {\displaystyle F} und {\displaystyle G}.
Sie wurde konstruiert und 1957 veröffentlicht von Alexander Grothendieck in seiner heute meist als Tôhoku bezeichneten Arbeit Sur quelques points d’algèbre homologique im Tôhoku Mathematical Journal.
Viele Spektralsequenzen in der algebraischen Geometrie sind Anwendungen der Grothendieck-Spektralsequenz, wie beispielsweise die Leray-Spektralsequenz oder die Lyndon-Hochschild-Serre-Spektralsequenz.

## Aussage
Seien {\displaystyle F\colon {\mathcal {A}}\to {\mathcal {B}}} und {\displaystyle G\colon {\mathcal {B}}\to {\mathcal {C}}} zwei linksexakte Funktoren zwischen abelschen Kategorien, wobei {\displaystyle {\mathcal {A}}} und {\displaystyle {\mathcal {B}}} jeweils genügend Injektive haben und {\displaystyle F} injektive Objekte auf {\displaystyle G}-azyklische Objekte abbildet (d. h. {\textstyle {\rm {R}}^{i}G=0} für alle {\textstyle i\geq 1}), dann existiert für jedes Objekt {\displaystyle A} in {\displaystyle {\mathcal {A}}} eine Spektralsequenz
{\displaystyle E_{2}^{p,q}=({\rm {R}}^{p}G\circ {\rm {R}}^{q}F)(A)\Longrightarrow {\rm {R}}^{p+q}(G\circ F)(A),}
wobei {\displaystyle {\rm {R}}^{i}} jeweils die i-te rechte Ableitung des entsprechenden Funktors bezeichnet, und der Pfeil „{\displaystyle \Longrightarrow }“ Konvergenz von Spektralsequenzen meint.

### Fünfterm exakte Sequenz
Die Fünfterm exakte Sequenz lautet
{\displaystyle 0\to {\rm {R}}^{1}G(FA)\to {\rm {R}}^{1}(GF)(A)\to G({\rm {R}}^{1}F(A))\to {\rm {R}}^{2}G(FA)\to {\rm {R}}^{2}(GF)(A).}

## Beispiel

### Leray-Spektralsequenz
Es sei {\displaystyle f\colon X\to Y} eine stetige Abbildung zwischen topologischen Räumen. Dann ist das direkte Bild {\displaystyle f_{*}\colon \mathbf {Ab} (X)\to \mathbf {Ab} (Y)} ein linksexakter Funktor zwischen den Garben auf {\displaystyle X} und den Garben auf {\displaystyle Y}. Wir nennen {\displaystyle \Gamma _{X}\colon \mathbf {Ab} (X)\to \mathbf {Ab} ,\,{\mathcal {F}}\mapsto {\mathcal {F}}(X)} den globalen Schnittfunktor auf {\displaystyle X}, analog auf {\displaystyle Y}. Dann gilt {\displaystyle \Gamma _{Y}\circ f_{*}=\Gamma _{X}} nach Definition von {\displaystyle f_{*}}, und {\displaystyle f_{*}} bildet injektive auf {\displaystyle \Gamma _{Y}}-azyklische Objekte ab.
Also existiert für jede Garbe {\displaystyle {\mathcal {F}}} auf {\displaystyle X} eine Spektralsequenz mit
{\displaystyle E_{2}^{p,q}=({\rm {R}}^{p}\Gamma _{Y}\circ {\rm {R}}^{q}f_{*})({\mathcal {F}})=H^{p}(Y,{\rm {R}}^{q}f_{*}{\mathcal {F}})\Longrightarrow R^{p+q}(\Gamma \circ f_{*})({\mathcal {F}})=H^{p+q}(X,{\mathcal {F}}),}
genannt die Leray-Spektralsequenz.

## Beweisidee
Wähle eine {\textstyle F}-azyklische Auflösung {\textstyle 0\to A\to A^{0}\to A^{1}\to ...} von {\displaystyle A}. Wir können eine injektive Auflösung für den Komplex {\displaystyle F(A^{\bullet })} konstruieren:
{\displaystyle 0\to F(A^{\bullet })\to I^{\bullet ,0}\to I^{\bullet ,1}\to ...}.
Nun ist {\displaystyle E_{0}^{pq}=G(I^{p,q})} ein Doppelkomplex, zu dem zwei Spektralsequenzen gebildet werden können:
{\displaystyle {}^{\prime \prime }E_{1}^{p,q}=H^{q}(G(I^{p,\bullet }))=R^{q}G(F(A^{p}))},
was immer 0 ist für {\displaystyle q\neq 0}, da {\displaystyle F(A^{p})} nach Voraussetzung {\displaystyle G}-azyklisch ist. Also ist
{\displaystyle {}^{\prime \prime }E_{2}^{n}=R^{n}(G\circ F)(A)} und {\displaystyle {}^{\prime \prime }E_{2}={}^{\prime \prime }E_{\infty }}.
Außerdem haben wir:
{\displaystyle {}^{\prime }E_{1}^{p,q}=H^{q}(G(I^{\bullet ,p}))=G(H^{q}(I^{\bullet ,p}))} (die letzte Gleichheit gilt, wie leicht nachgeprüft werden kann, da {\displaystyle I^{\bullet ,p}} injektiv und {\displaystyle G} linksexakt ist).
Da {\displaystyle H^{q}(I^{\bullet ,0})\to H^{q}(I^{\bullet ,1})\to \cdots } eine injektive Auflösung von {\displaystyle H^{q}(F(A^{\bullet }))=R^{q}F(A)} ist, gilt:
{\displaystyle {}^{\prime }E_{2}^{p,q}=R^{p}G(R^{q}F(A)).}
Da die beiden Spektralsequenzen den gleichen Grenzterm haben, ist die Aussage gezeigt.